# Triops
Triops és un gènere de crustacis notostracis de la família Triopsidae. Es consideren fòssils vivents, ja que s'han trobat fòssils atribuïbles a aquest gènere en roques del Carbonífer, fa aproximadament 300 milions d'anys, i una espècie actual, Triops cancriformis, pràcticament no ha canviat des del període Juràssic (fa aproximadament 180 milions d’anys).
Els triops mesuren uns pocs centímetres i porten una closca protectora en forma d'escut. El seu cicle vital és d'uns 70 dies. Per sobreviure a l'estació seca, els petits ous romanen dins del fang i no es desclouen fins que tornen les primeres pluges (diapausa).

## Taxonomia
Es coneixen 13 espècies de Triops:
- Triops australiensis (Spencer and Hall, 1896)
- Triops baeticus Korn, 2010
- Triops cancriformis (Bosc, 1801)
- Triops emeritensis Korn and Pérez-Bote, 2010
- Triops gadensis Korn and García-de-Lomas, 2010
- Triops granarius (Lucas, 1864)
- Triops longicaudatus (LeConte, 1846)
- Triops mauritanicus Ghigi, 1921
- Triops maximus Korn, 2016
- Triops multifidus Korn, 2016
- Triops newberryi (Packard, 1871)
- Triops simplex Ghigi, 1921
- Triops vicentinus Kor et al., 2010